# Verniz de unha

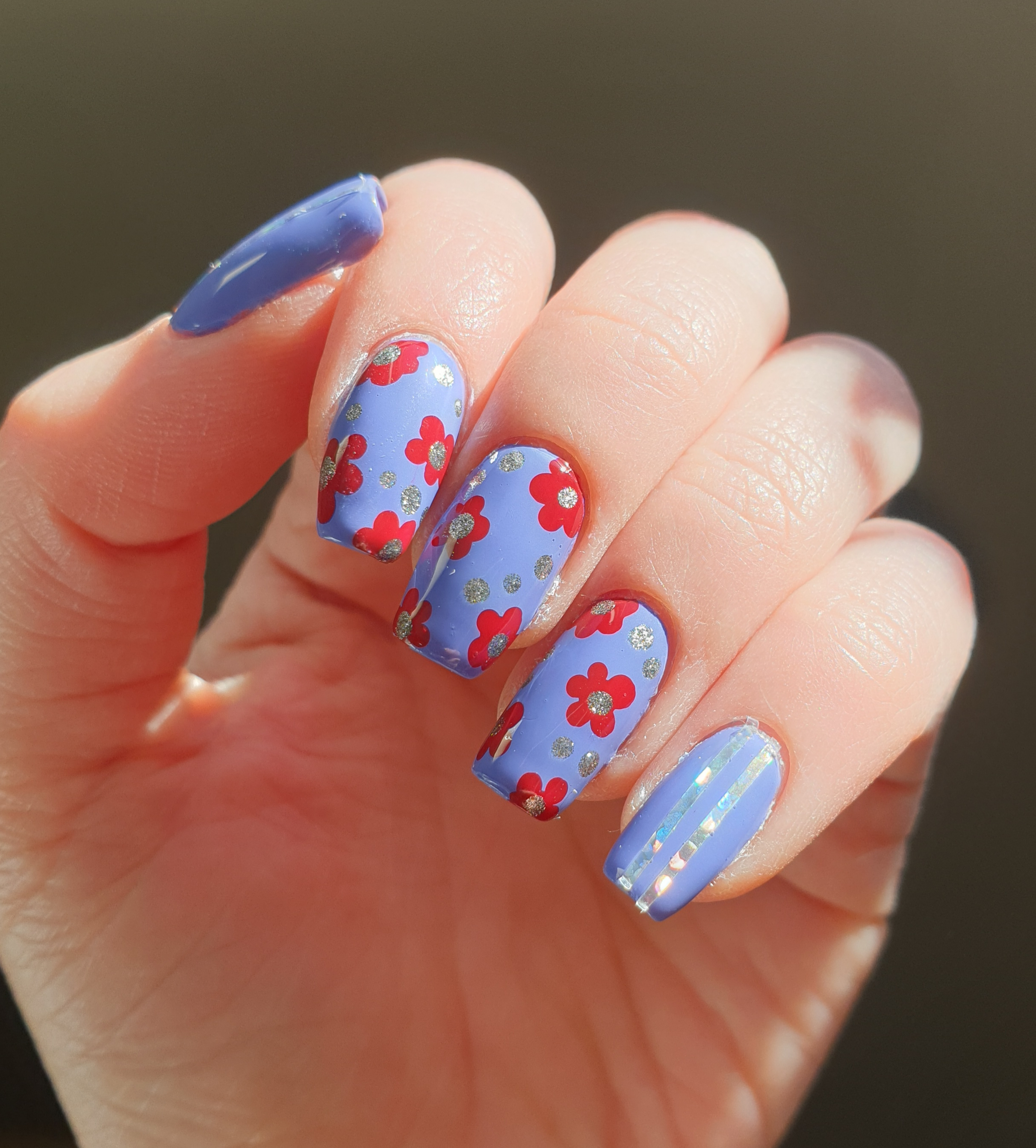
Unhas pintadas

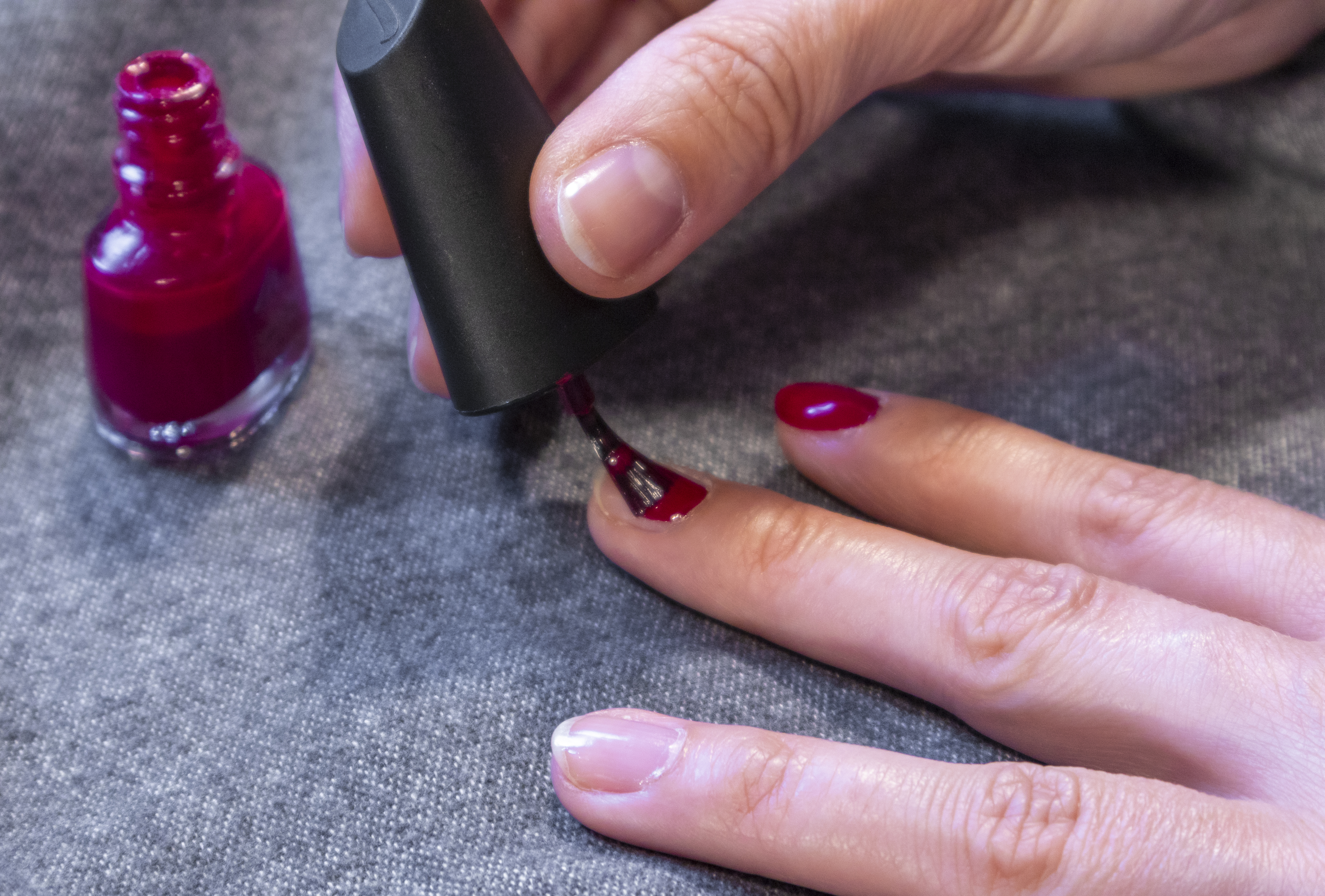
Unhas antes e depois da aplicação do esmalte vermelho

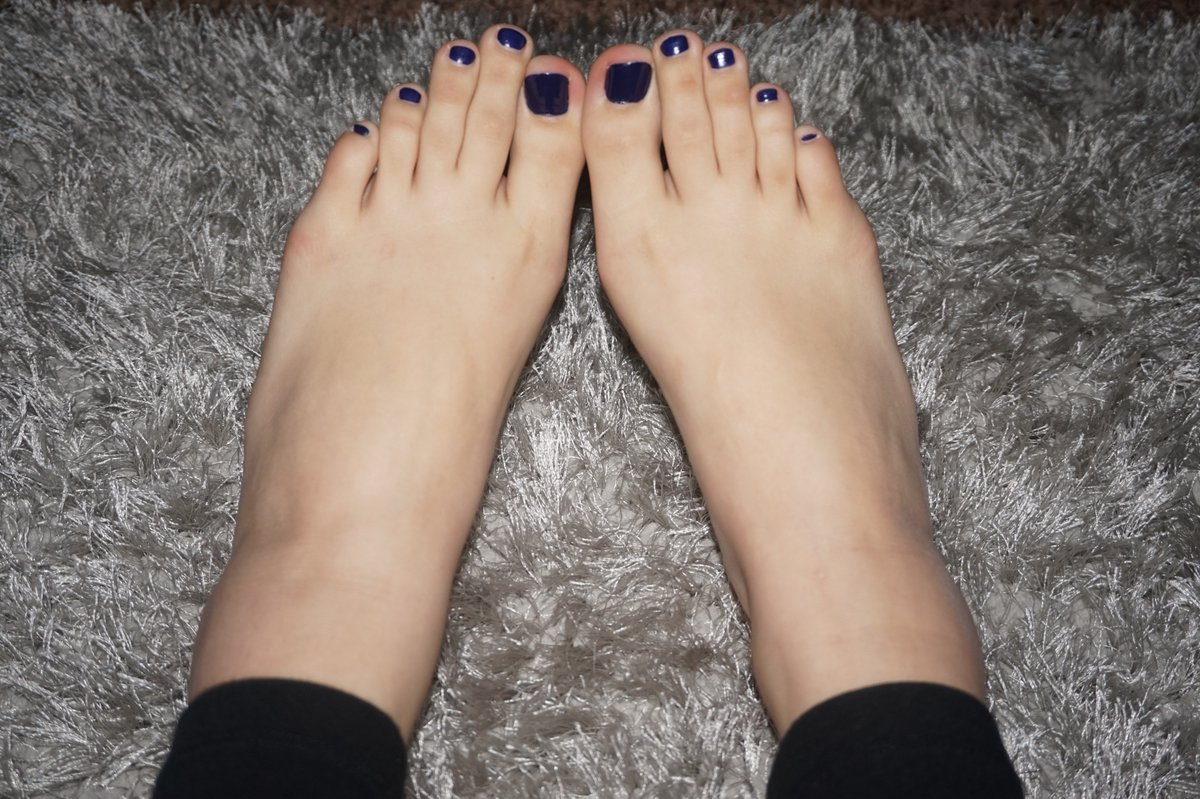
Dedos do pé de uma mulher com esmalte escuro

Verniz (português europeu) ou esmalte (português brasileiro) de unha é uma laca que pode ser aplicada na unhas humanas para decorar e proteger as placas ungueais. A fórmula foi revisada repetidamente para melhorar suas propriedades decorativas e suprimir rachaduras ou descamação. O esmalte de unha consiste em uma mistura de um polímero orgânico e vários outros componentes que lhe conferem cores e texturas. Os esmaltes vêm em todos os tons de cores e desempenham um papel significativo em manicures e pedicures.

## História
O esmalte de unha se originou na China e remonta a 3000 a.C. Por volta de 600 a.C., durante a dinastia Chou, a Casa Real preferia as cores ouro e prata. No entanto, o vermelho e o preto eventualmente substituíram essas cores metálicas como as favoritas da realeza. Durante a dinastia Ming, o esmalte de unha era frequentemente feito de uma mistura que incluía cera de abelha, clara de ovo, gelatina, corantes vegetais e goma-arábica.
No Egito, as classes baixas usavam cores pálidas, enquanto a alta sociedade pintava as unhas de marrom avermelhado, com henê. Faraós mumificados também tinham suas unhas pintadas com henê.
Na Europa, Frederick S. N. Douglas, durante uma viagem à Grécia em 1810-1812, notou que as mulheres gregas costumavam pintar as unhas de "rosa sujo", o que ele entendia como um costume antigo. As primeiras fórmulas de esmaltes foram criadas usando ingredientes básicos, como óleo de lavanda, carmim, óxido de estanho e óleo de bergamota. Era mais comum pintar as unhas com pós coloridos e cremes, finalizando com pintura até deixá-las brilhantes. Um tipo de produto de pintura vendido nessa época era a pasta de esmalte Graf's Hyglo.

## Esmalte masculino
O uso de verniz por homens nunca foi muito popular, embora isso pareça estar mudando nas últimas décadas. Ainda que de maneira discreta, os homens começam a explorar um território tradicionalmente feminino. Em meados da década de 2000, uma empresa brasileira lança uma linha especial de esmaltes para o público masculino. O esmalte masculino tende a ser fosco, e tem uma aparência menos brilhosa (brilhante - port. europeu) e menos chamativa do que os esmaltes femininos.
Alguns homens, no entanto, principalmente fãs de heavy metal, costumam usar esmaltes de cores escuras ― especialmente o preto ― desde os anos 1970. Astros do rock como Ozzy Osbourne, Slash, Ace Frehley, Marilyn Manson aparecem frequentemente com as unhas pintadas. Outras celebridades como Johnny Depp e Seal também são adeptos do uso do verniz.